# Guido Zeitler
Guido Zeitler (* 22. Mai 1971 in Berlin) ist ein deutscher Gewerkschafter und seit 2018 Vorsitzender der Gewerkschaft Nahrung-Genuss-Gaststätten (NGG).

## Leben
Zeitler absolvierte von 1992 bis 1995 eine Lehre zum Hotelfachmann in Berlin und ist seit 1993 Mitglied der NGG. Er kommt aus der Jugendarbeit der Gewerkschaft und ließ sich nach Tätigkeiten in seinem Beruf in Berlin und Hamburg 1999 bei der NGG Bayern zum Gewerkschaftssekretär ausbilden. Seit 2002 arbeitete ab als Gewerkschaftssekretär in der Region München. 2007 kam Zeitler als Referatsleiter für das Hotel- und Gaststättengewerbe in der NGG-Hauptverwaltung nach Hamburg. 2017 wurde er zum stellvertretenden Gewerkschaftsvorsitzenden gewählt, seit 2018 ist er als Nachfolger von Michaela Rosenberger Vorsitzender der Gewerkschaft.